# Il furto del tesoro
Il furto del tesoro è una miniserie televisiva del 2000.

## Descrizione
La regia è di Alberto Sironi e l'attore protagonista è Luca Zingaretti nel ruolo di Giovanni Marotta. La storia, scritta da Laura Toscano e Franco Marotta, è ambientata nell'Italia degli anni venti. Il formato originale della fiction è quello della miniserie composta da 2 puntate: in questo formato Rai 1 la mandò in onda in prima visione nel novembre del 2000. In seguito la fiction venne replicata nel formato ridotto di film per la televisione da Rai 2.